# Rosieres Communal Cemetery Extension
Rosieres Communal Cemetery Extension is een begraafplaats gelegen in de Franse plaats Rosieres (Somme). De militaire graven worden onderhouden door de Commonwealth War Graves Commission.
De begraafplaats telt 283 geïdentificeerde Gemenebest graven uit de Eerste Wereldoorlog.